# Oro (provins)
Oro är en provins i Papua Nya Guinea.

## Administrativ indelning
Provinsen är indelad i två distrikt.
- Ijivitari
- Sohe